# Mbengu
Mbengu is een bestuurslaag in het regentschap Sikka van de provincie Oost-Nusa Tenggara, Indonesië. Mbengu telt 2571 inwoners (volkstelling 2010).